# Hendrik Dirk Kruseman van Elten
Hendrik Dirk Kruseman van Elten (* 14. November 1829 in Alkmaar; † 12. Juli 1904 in Paris) war ein niederländischer Landschaftsmaler, Radierer und Lithograf.

## Leben

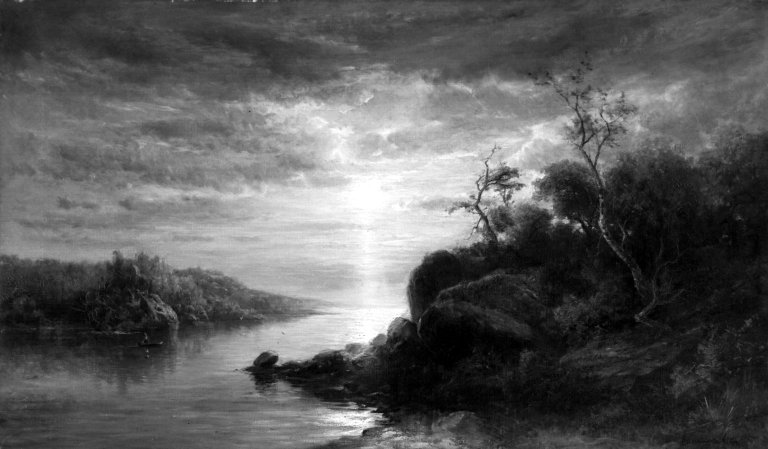
Landscape, ca. 1885

Kruseman widmete sich nach erlangter Schulbildung in Haarlem bei dem Landschaftsmaler Cornelis Lieste der Kunst und studierte auf häufigen Ausflügen die Natur. Nach fünf Jahren bereiste er Deutschland, die Schweiz und Tirol, setzte dann seine Studien in Brüssel fort und ließ sich zunächst in Amsterdam nieder.
1865 wandte er sich nach New York, verwertete seine aus Holland mitgebrachten Skizzen und vermehrte sie durch unablässige landschaftliche Studien. Von 1870 bis 1873 besuchte er wieder Europa.
1883 wurde Hendrik Dirk Kruseman van Elten in New York zum Mitglied (NA) der National Academy of Design gewählt.

## Werke
Seine Landschaften von kräftiger Färbung sind getreue, stimmungsvolle Nachbildungen der Natur; zu den besten derselben aus seiner ersten (holländischen) Zeit gehören:
- Früher Morgen in den Wäldern
- Der Sonntagsmorgen
- Landschaft in Gelderland
- Das Wäldchen in der Heide
- Partie aus dem Harz

Aus der späteren Zeit:
- Hereinbrechende Nacht in den Shawagunkbergen
- Stimmungsbilder
- Morgen in den Wiesen
- Landschaft am Fluss Farmington (Connecticut)
- Dämmerung bei Kulmbach